# Итаконовая кислота
Итако́новая кислота́ (метиленбутандиовая кислота, метиленянтарная кислота) — непредельная двухосновная карбоновая кислота. Соли и эфиры итаконовой кислоты называются итаконатами.
Будучи α,β-ненасыщенной карбонильной кислотой, итаконовая кислота способна вступать в сопряжённое присоединение по Михаэлю в качестве акцептора, что делает возможным использовать её в промышленности как мономерное звено в синтезе полимеров. Так, итаконовая кислота применяется как сомономер в производстве карбоксилатных каучуков, используется для получения пиролидонов, бутиролактона, метилбутандиола, детергентов, гербицидов, стирен-бутадиеновых полимеров, нитрильных латексов, растворителей.
Итаконовая кислота (итаконат) также синтезируется некоторыми организмами путём декарбоксилирования аконитовой кислоты (аконитата). Итаконат, продуцируемый клетками млекопитающих, играет важную роль в процессе воспаления.

## Промышленное производство
Итаконовая кислота может быть получена при перегонке лимонной кислоты. Мировое производство превышает 40 тыс. тонн в год. Ожидается, что к 2020 году продажа итаконовой кислоты возрастет до 410 тыс. тонн в год. Главными потребителями этого продукта являются химические компании — производители полимеров. Предполагается рост спроса на итаконовую кислоту в связи с планируемым запретом на транспортировку акрилонитрила в Европе.

## Продукция итаконата грибами
Итаконат продуцируется некоторыми аскомицетами из рода Aspergillus (A. itaconicus, A. térreus), а также базидиомицетами Ustilago maydis. У грибов итаконат продуцируется из аконитата в цитоплазме, а затем покидает клетку с помощью специальных переносчиков. И Aspergillus, и U. maydis имеют митохондриальные переносчики, транспортирующие цис-аконитат, промежуточное соединение цикла Кребса, из митохондрии в цитоплазму. В случае Aspergillus, цис-аконитат декарбоксилируется до итаконата, который выходит из клетки в среду с помощью переносчика MfsA, принадлежащего к суперсемейству трансмембранных белков MFS (major facilitator superfamily). В случае U. maydis цис-аконитат также транспортируется из митохондрий в цитоплазму, где он изомеризуется в транс-аконитат, который декарбоксилируется до итаконата. Итаконат также может покидать клетку с помощью переносчика Itp1, принадлежащего к суперсемейству MFS.
Начавшийся в 30-е годы XX века стремительный рост полимерной промышленности положил начало развитию биотехнологического производства итаконата. Итаконат, продуцируемый Aspergillus, по сей день является важным биотехнологическим продуктом. Тем не менее, несмотря на интенсивное изучение итаконата в контексте биотехнологии, его биологическая функция в грибах до сих пор до конца не известна.

## Иммунорегуляторные свойства итаконата

### Продукция итаконата макрофагами
В 2011 было показано, что итаконат продуцируется в культуре активированных макрофагов и в лёгких при инфекции Mycobacterium tuberculosis.
В отличие от грибов, в клетках млекопитающих итаконат продуцируется непосредственно в митохондриях, при этом он опосредует эффекты как в митохондриях, так и в цитоплазме клетки и даже вне клетки. Будучи гидрофильной молекулой, итаконат не может свободно перемещаться через мембраны. По-видимому, итаконат транспортируется из митохондрий в цитоплазму за счёт работы переносчика α-кетоглутарата. Транспорт итаконата через плазмолему подтвержден экспериментально, однако специфических переносчиков итаконата на настоящий момент не описано.

### Механизмы действия итаконата

#### Антибактериальная активность
Итаконат является ингибитором изоцитратлиазы (ИЦЛ), фермента глиоксилатного цикла, метаболического пути, который используют бактерии, простейшие, грибы и растения. Глиоксилатный цикл во многом схож с циклом Кребса, однако не включает себя реакции декарбоксилирования, тем самым позволяет избежать потерю CO2, в связи с чем даёт значительное преимущество микроорганизмам, например, при ограничении доступа к глюкозе.
Итаконат также способен ингибировать пропионил-КоА карбоксилазу (PCC). Пропионил-КоА является в том числе конечным продуктом метаболизма жирных кислот с нечётным числом атомов углерода, а его карбоксилирование до метилмалонил-КоА — первым этапом на пути его превращения в сукцинил-КоА и вовлечения в цикл Кребса.
В совокупности, итаконат способен препятствовать использованию жирных кислот в качестве субстрата. Это может быть критично для микроорганизмов, существующих в среде без глюкозы; в среде, лишенной глюкозы, итаконат подавляет рост Pseudomonas indigofera и Rhodospirillum rubrum за счёт подавления ИЦЛ и PCC соответственно.
С недостатком глюкозы сталкиваются в том числе и внутриклеточные паразиты, в связи с чем некоторые патогены активно используют глиоксилатный цикл. Так, Mycobacterium tuberculosis активно экспрессирует ИЦЛ при попадании в клетку, тогда как подавление фермента способствует удалению бактерий из легких. Эксперименты in vitro показали, что итаконат способен подавлять рост M. tuberculosis и Salmonella enterica. Важность непосредственного противомикробного эффекта итаконата подтверждается тем фактом, что многие патогенные микроорганизмы, такие как Micrococcus sp., Salmonella sp., Yersinia pestis и Pseudomonas aeruginosa, выработали способность метаболизировать итаконат до пирувата и ацетил-КоА.
Ингибирование сукцинатдегидрогеназы
Итаконат имеет структурное сходство с другими метаболитами, за счёт чего он может выступать как конкурентный ингибитор ферментов, использующих эти метаболиты в качестве субстратов. Так, сходство итаконата и сукцината было отмечено ещё в первой половине XX века, на основании чего итаконат был выбран как потенциальный ингибитор сукцинатдегидрогеназы (СДГ). Действительно, в ранних работах итаконат упоминается как ингибитор СДГ in vitro и in vivo. Итаконат, продуцируемый макрофагами в ответ на LPS, подавляет субстратное фосфорилирование в том числе за счёт подавления СДГ.